# Satoshi Miyauchi
Satoshi Miyauchi (jap. 宮内 聡 Miyauchi Satoshi; ur. 26 listopada 1959) – japoński piłkarz, reprezentant kraju.

## Kariera klubowa
Od 1978 do 1988 roku występował w klubie Furukawa Electric.

## Kariera reprezentacyjna
W reprezentacji Japonii Satoshi Miyauchi zadebiutował 30 września 1984 roku. W reprezentacji Japonii Satoshi Miyauchi występował w latach 1984-1987. W sumie w reprezentacji wystąpił w 20 spotkaniach.

## Statystyki
| Reprezentacja Japonii | Reprezentacja Japonii | Reprezentacja Japonii |
| Rok                   | Mecze                 | Gole                  |
| --------------------- | --------------------- | --------------------- |
| 1984                  | 1                     | 0                     |
| 1985                  | 8                     | 0                     |
| 1986                  | 6                     | 0                     |
| 1987                  | 5                     | 0                     |
| Razem                 | 20                    | 0                     |